# Malé jeřábí jezero
Malé jeřábí jezero (německy Kleiner Kranichsee) je rašeliniště vrchovištního typu v Krušných horách na hranici České republiky (Karlovarský kraj) a Německa (Sasko). Nachází se v nadmořské výšce okolo 930 metrů na plochém hřbetu Přebuzské hornatiny mezi Jeřábím vrchem (965 m n. m.) a Vysokým vrchem (946 m n. m.).

## Vodní režim
Nachází se na rozvodí Rolavy a Cvikovské Muldy (Zwickauer Mulde). Odtékají z něj potoky Steinbach na sever, Velká Bockau na západ, Bukový potok na jih a Lehmehrgrundbach na východ. Západním směrem se nachází Velké jeřábí jezero.

## Flóra
Na území převládají rozsáhlé porosty rašelinné kleče (Pino rotundatae-Sphagnetum), podmáčené smrčiny a jeřáb ptačí (Sorbus aucuparia). V bylinném patře rostou ze zvlášť chráněných druhů rostlin šicha černá (Empetrum nigrum), kyhanka sivolistá (Andromeda polyfolia) a klikva bahenní (Oxycoccus palustris). Běžné jsou zde brusnice borůvka (Vaccinium myrtillus), vlochyně bahenní (Vaccinium uliginosum) a vřes obecný (Calluna vulgaris). Z šáchorovitých rostlin to jsou suchopýr pochvatý (Eriophorum vaginatum), suchopýr úzkolistý (Eriophorum angustifolium) a ostřice černá (Carex nigra). V mechovém patře roste mnoho druhů rašeliníků (Sphagnum).

## Fauna
Ze zvláště chráněných druhů živočichů žije na území ještěrka živorodá (Zooteca vivipara) a tetřívek obecný (Tetrao tetrix), který sem přilétá za potravou. Běžné jsou čečetka zimní (Carduelis flammea), linduška luční (Anthus pratensis) a křivka obecná (Loxia curvirostra). Žije zde zmije obecná (Vipera berus).

## Přírodní rezervace
Malé jeřábí jezero je rovněž maloplošné chráněné území, přírodní rezervace o rozloze 6,02 ha. Jako přírodní rezervace je v Česku chráněno od roku 1970. Nachází se v přírodním parku Jelení vrch.
Na německé straně v Sasku na území plynule navazuje mnohem větší rezervace s názvem Naturschutzgebiet Kleiner Kranichsee. Tato národní přírodní rezervace je v Sasku chráněna už od roku 1930.
Předmětem ochrany je horské vrchoviště s podmáčenými smrčinami a rašeliništi, včetně laggů (okrajových částí rašeliniště), s charakteristickými druhy flóry a fauny.
Území dnešní rezervace bylo hojně navštěvováno již za první republiky. Za výlety do nevšední krajiny se vydávali domácí i zahraniční návštěvníci z Jelení, kteří zde trávili část léta. Od roku 1930 mělo Jelení pravidelnou autobusovou linku do Nových Hamrů a Nejdku a v té době již bylo oblíbeným letoviskem.

## Přístup
Z bývalé osady Jelení po cyklostezce č. 36 k odpočívadlu pod vrcholem Korce (981 m n. m.). Poté vlevo podél česko-saské hranice k turistické chatě Henneberg a od ní vede naučná stezka k vyhlídkové rozhledně, která je již na německém území.